# 成丹
成 丹（せい たん、? - 25年）は、中国の新代の武将。緑林軍創始期からの部将で、後に更始帝政権の重鎮となった人物である。

## 事跡

### 緑林軍への参加
| 姓名         | 成丹                                              |
| 時代         | 新代                                              |
| 生没年       | 生年不詳 - 25年（更始3年）                        |
| 字・別号     | 〔不詳〕                                          |
| 出身地       | 〔不詳〕                                          |
| 職官         | 〔緑林軍部将〕→〔下江軍部将〕 →水衡大将軍〔更始〕 |
| 爵位・号等   | 襄邑王〔更始〕                                    |
| 陣営・所属等 | 王匡→王常→更始帝                                  |
| 家族・一族   | 〔不詳〕                                          |

王莽の統治の末年に、江夏郡で挙兵していた王匡を頼り、緑林山（江夏郡当陽県）に立て籠もって新の官軍と戦った。地皇3年（23年）に疫病が原因で緑林軍が分散せざるを得なくなると、成丹は張卬と共に藍口聚（南郡編県）へ向かい、王常を頭領に擁立して、「下江軍」と号した。
同年、下江軍が宜秋聚（南陽郡平氏県）に駐屯していた際に、舂陵軍の劉縯（劉秀の兄）が合流を求めて交渉にやってきた。成丹と張卬は、劉縯の家柄を考えれば、その下風に立たざるを得ないと考え、合流に消極的であった。しかし、合流を望む王常の説得を受け、2人を始めとする他の下江軍部将はこれを承認した。地皇4年（23年）正月、舂陵軍・下江軍の連合軍は、沘水で新の前隊大夫（新制の南陽太守）甄阜・属正（新制の都尉）梁丘賜を撃破し、討ち取っている。
その後、緑林軍は再合流し、劉縯と平林軍出身の劉玄とのいずれを皇帝として擁立するかが、諸将の間で議論となった。この際に、南陽の士大夫（舂陵の諸将など）と王常は劉縯・成丹らその他の諸将は劉玄を推している。結局、劉縯が劉玄に譲る形となった。こうして更始元年（23年）2月、劉玄は更始帝として即位し、成丹は水衡大将軍に任命された。更始2年（24年）2月に更始帝が長安に遷都すると、成丹は襄邑王に封じられている。

### 更始帝政権の没落と粛清
更始3年（25年）、劉秀の部将の鄧禹が河東郡へ進軍してくると、成丹は王匡・張卬らと共に、10数万の軍勢を率いてこれを迎え撃ったが、鄧禹の前に大敗し、河東を喪失した。成丹らは長安の更始帝の下へ逃げ戻っている。
この年に、鄧禹軍に加えて赤眉軍が西進してくると、王匡・張卬らがいったん南陽へ逃れることを更始帝に進言したが、更始帝は拒否した。成丹は更始帝の命に従い、王匡・陳牧・趙萌と共に新豊（京兆尹）で赤眉軍を迎え撃つことになる。
ところが長安城内で張卬らが兵変を起こし、更始帝は新豊へ逃亡してくる。猜疑心を募らせた更始帝は、姻戚である趙萌以外の新豊の諸将も張卬の一味ではないかと疑った。そして、成丹・陳牧を呼び出し、これに応じた2人をまとめて誅殺してしまったのである。驚き恐れた王匡は、長安の張卬を頼って逃走し、更始帝に叛旗を翻した。
少なくとも史書の記述からは、成丹や陳牧が張卬に通じていたという事実は窺えず、おそらくは無実の罪での誅殺だったと思われる。いずれにしても、政権の重鎮を自らの手で葬り去った更始帝は、さらに自滅への道を突進することになった。